# Villa García - Manga Rural

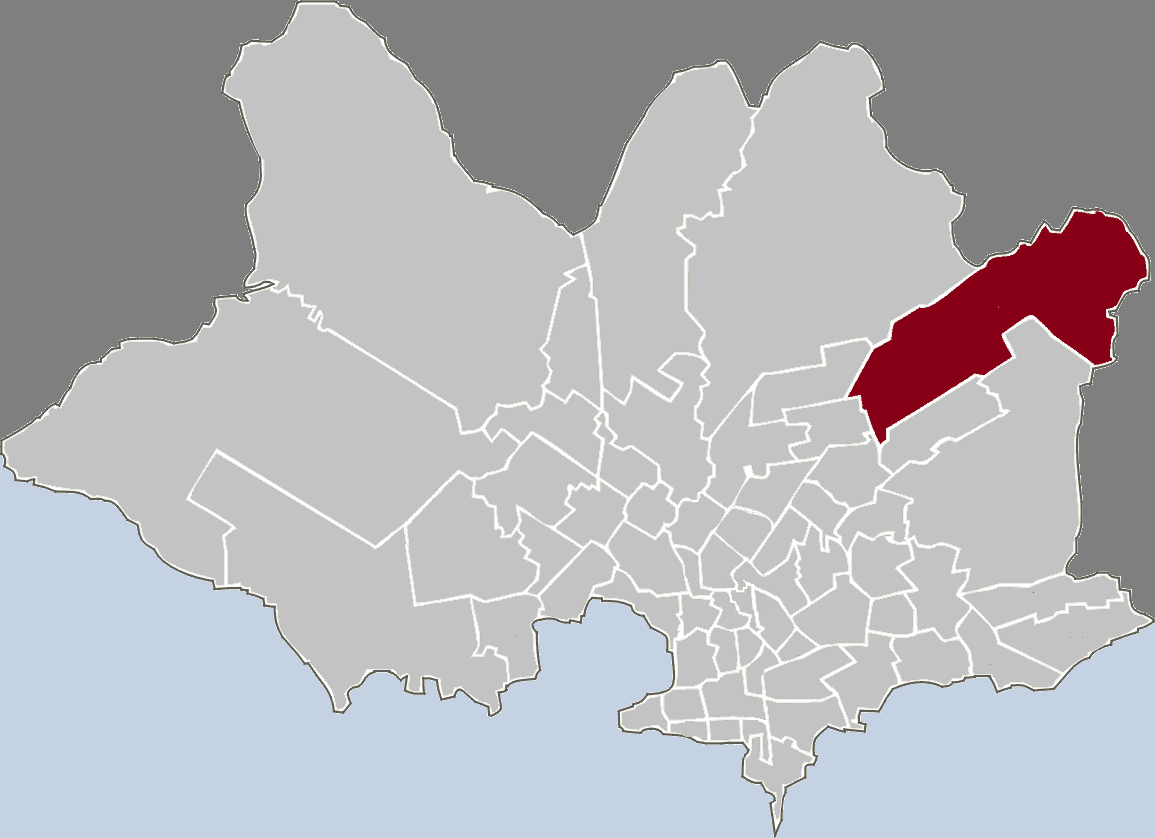
Lage von Villa García-Manga Rural in Montevideo

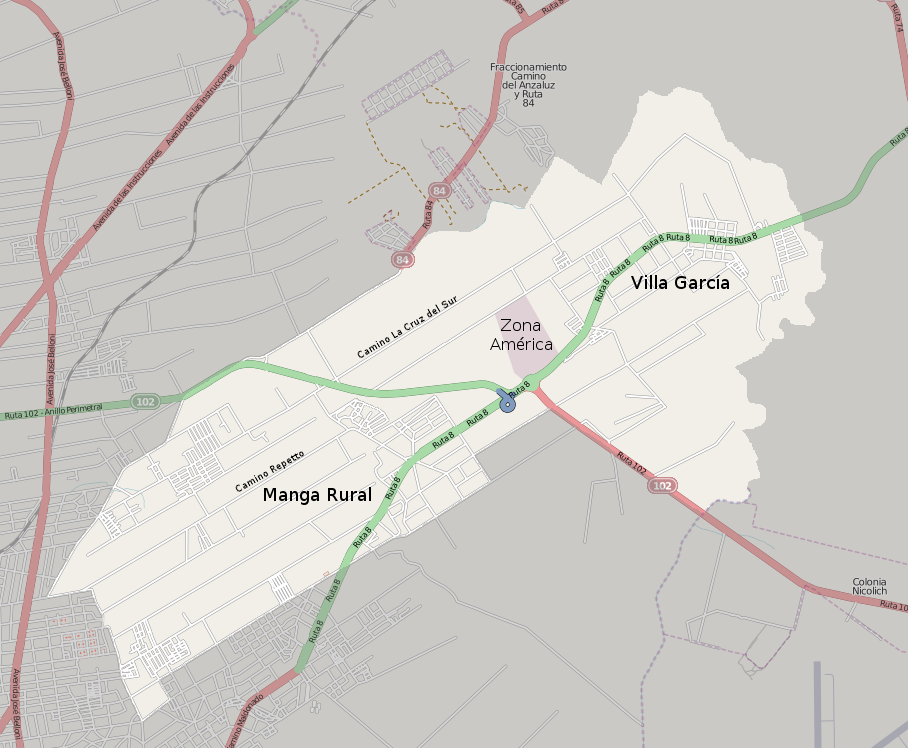
Straßenkarte von Villa García-Manga Rural

Villa García - Manga Rural ist ein Stadtviertel (Barrio) der uruguayischen Hauptstadt Montevideo.
Das aus den beiden Barrios Villa García und Manga Rural bestehende Stadtviertel befindet sich im Nordosten des Departamentos Montevideo. Umgeben wird es von dem im Norden und Osten angrenzenden Nachbardepartamento Canelones sowie von den montevideanischen Stadtteilen Bañados de Carrasco und Punta Rieles-Bella Italia im Süden, Jardines del Hipódromo im Südwesten und Piedras Blancas und Manga im Westen. In nordwestlicher Richtung grenzt Manga - Toledo Chico an. Das Gebiet von García - Manga Rural ist dem Municipio F zugeordnet.